# Lutzomyia nemorosa
Lutzomyia nemorosa är en tvåvingeart som beskrevs av Young D. G., Pérez J. E. 1994. Lutzomyia nemorosa ingår i släktet Lutzomyia och familjen fjärilsmyggor.
Artens utbredningsområde är Peru. Inga underarter finns listade i Catalogue of Life.